# Manazuru
Manazuru (真鶴町?) è una cittadina giapponese della prefettura di Kanagawa.